# Музей Альфонса Мухи в Праге
Музей Альфонса Мухи в Праге (чеш.Muchovo muzeum) — единственный официальный музей Альфонса Мухи.

## Цели создания
Музей открыт потомками Альфонса Мухи в 1998 году в Праге при содействии «Фонда им. Альфонса Мухи» в сотрудничестве с компанией «COPA s.r.o.» для заботы о наследии художника, популяризации его творчества и пополнения коллекции. Все экспонаты предоставлены семьёй Мухи. Наряду с экспозицией пражского музея рассказывающей о жизни и творчестве художника, Фонд организует по всему миру целый ряд выставок произведений Альфонса Мухи.

## Разделы экспозиции
Экспозиция располагается на улице Panska 7, в южном крыле Кауницкого дворца, созданного архитектором Джиованни Баттиста Аллипранди в 1720 году. Дворец несколько раз менял хозяев и перестраивался. В связи с исторической уникальностью здания муниципалитетом Праги в 1996 году был объявлен конкурс на реставрацию, который выиграла компания «COPA s.r.o.».
Экскурсии в музее проводятся на чешском, английском, немецком, французском и русском языках. Все залы экспозиции полностью оборудованы для посещений на инвалидных креслах.

### Мастер арт-постеров
Экспозиция начинается подборкой произведений декоративной живописи, созданных Альфонсом Мухой на рубеже XIX—XX столетий. Настенные панно носят все элементы типичные для арт-постеров, сочетают в себе элегантность, декоративное богатство и красоту женских образов.

### Парижский прорыв
В этой части экспозиции можно увидеть два типографских оттиска афиши театральной постановки «Жисмонда».
Созданная Мухой по заказу Сары Бернар афиша произвела подлинную революцию в области плакатного дизайна. Удлинённая, узкая форма, пригашенные пастельные тона и «эффект нимба» вокруг головы изображённой персоны остались на всю жизнь непременными элементами арт-постеров художника.
С Жисмонды берёт начало особый стиль Мухи «Le Style Mucha», и Муха квалифицируется с этих пор как выдающийся представитель стиля Парижского модерна.

### Дизайны прекрасной эпохи
Наступивший новый XX век принёс с собой технический прогресс и массовое производство. Всё больше возрастал спрос на дизайн ювелирных украшений, столовых приборов, посуды, тканей и т. д. Это подтолкнуло Муху к идее создания «Справочника для художественных ремёсел», который содержал бы все необходимые образцы и инструкции для реализации стиля Модерн. В экспозиции музея представлены страницы из издания «Documents decoratifs» выпущенного в 1902 году и «Figures decoratives» вышедшего в 1905 году.

### Возвращение в Чехию
Муха вернулся в Богемию (Чехию) в 1910 году и оставшиеся годы жизни посвятил созданию 20 живописных произведений, составляющих его «Славянский эпос». Однако, он всегда находил время для проектов близких его сердцу — декоративные росписи и фрески Салона мэра в «Общественном доме» Праги, афиши чешских театральных постановок, марки, денежные купюры.

### Картины и художественная мастерская
За исключением монументальных полотен цикла «Славянская эпопея», живопись Мухи сравнительно мало известна. Подбор произведений для музейной экспозиции охватывает большинство личных устремлений автора. Тут и его ранняя работа «Пророчица» и полотно «Женщина в красном» (Red Coat) написанная по заказу театра «German Theatre» в Нью-Йорке, характерная картина «Зимняя ночь».
С помощью подлинных предметов, делается попытка воссоздания атмосферы Парижа того времени и мастерской Мухи на улице Валь-де-Грас. Многие из этих предметов можно увидеть на фотографиях моделей и его друзей сделанных Мухой в студии.

### Рисунки и пастели
В экспозиции представлены также наброски и эскизы ставшие далее основой для будущих произведений. Муха тщательно готовился к новым работам. Он делал наброски везде — на тыльной стороне меню, на конвертах и пр. Сборники его эскизов полны реалистических сюжетов, набросков, комментариев. Муха владел различными техниками живописи, но пастельные краски предпочитал особо для создания первоначальных эскизов.

## Из экспозиции музея
|  |  |  |  |